# Augustus FitzRoy (7e duc de Grafton)
Auguste Charles Lennox FitzRoy, 7e duc de Grafton (22 juin 1821 – 4 décembre 1918), titré Lord Augustus FitzRoy avant 1882, est un noble britannique.

## Biographie
Il est le deuxième fils de Henry FitzRoy (5e duc de Grafton) et son épouse, Marie Caroline, la fille de l'Amiral George Cranfield-Berkeley.
Le 9 juin 1847, il épouse Anna Balfour, fille de James Balfour (en), et a quatre enfants:

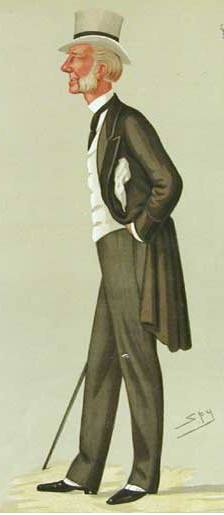
Augustus FitzRoy, 7e Duc de Grafton par Leslie Ward, 1886.

- Eleanor FitzRoy (d. 1905), épouse de Walter Harbord, fils de Edward Harbord (3e baron Suffield).
- Henry James FitzRoy (comte d'Euston) (1848–1912), marié à Kate Walsh; sans descendance.
- Alfred FitzRoy (8e duc de Grafton) (1850–1930)
- Charles Edward FitzRoy (1857–1911), épouse sa cousine éloignée, Ismay FitzRoy, fille du 3e baron de Southampton, parents de Charles FitzRoy (10e duc de Grafton).

Il est mort en 1918, à l'âge de 97 ans, à Wakefield Lodge, près de Potterspury, dans le Northamptonshire.